# Gelachernes kolombangarensis
Espèce
Gelachernes kolombangarensis est une espèce de pseudoscorpions de la famille des Chernetidae.

## Distribution
Cette espèce est endémique de Kolombangara dans l'archipel de la Nouvelle-Géorgie aux Salomon. Elle se rencontre vers Kuzi.

## Étymologie
Son nom d'espèce, composé de kolombangar[a] et du suffixe latin -ensis, « qui vit dans, qui habite », lui a été donné en référence au lieu de sa découverte, Kolombangara.

## Publication originale
- Beier, 1970 : Die Pseudoscorpione der Royal Society Expedition 1965 zu den Salomon-Inseln. Journal of Natural History, vol. 4, p. 315-328.